# كولن بورتر
كولن بورتر (بالإنجليزية: Colin Porter)‏ هو لاعب كرة قاعدة أمريكي، ولد في 23 نوفمبر 1975 في توسان في الولايات المتحدة.